# Rimosodaphnella morra
Rimosodaphnella morra é uma espécie de gastrópode do gênero Rimosodaphnella, pertencente a família Raphitomidae.